# Houston Rockets
Houston Rockets američka profesionalna košarkaška momčad iz grada Houston, Texas.
U NBA ligu je momčad ušla 1967.g. zajedno s momčadi Seattle SuperSonics. Momčad se je preselila u Houston iz San Diega 1971.g., gdje je osnovana.

## Dvorane
San Diego Rockets
San Diego Sports Arena (1967. – 1971.) 

Houston Rockets 
Hofheinz Pavilion (1971. – 1975.) 
 HemisFair Arena (San Antonio) (1972. – 1973.) 
 Houston Summit (1975. – 2003.) (kasnije preimenovana u Compaq Center)
Toyota Center (2003.- )

## Vanjske poveznice
- (engl.)Houston Rockets službene internet stranice